# (3449) Abell
(3449) Abell ist ein Asteroid des Hauptgürtels, der am 7. November 1978 von den US-amerikanischen Astronomen Eleanor Helin und Schelte John Bus am Palomar-Observatorium (IAU-Code 675) in Kalifornien entdeckt wurde.
Der Asteroid wurde nach dem US-amerikanischen Astronomen George Ogden Abell (1927–1983) benannt.